# 子連れ☆おおがみ
『子連れ☆おおがみ』（こづれおおがみ）は、関根亮子（せきね りょうじ）による漫画作品。月刊4コマ漫画雑誌『まんがタウンオリジナル』のち『まんがタウン』（共に双葉社）にて連載された4コマ漫画である。

## 概要・特徴
- 東栄商事営業部を舞台に、夫の遺志を継ぐべく子連れで奮闘する契約社員・大神千夜と娘だいこ、そして大神母子を取り巻く社員たちを描く、オフィスギャグ漫画である。
- 双葉社『まんがタウンオリジナル』2003年12月号より連載を開始、同誌が2006年9月号をもって休刊すると姉妹誌『まんがタウン』に移転、2006年10月号より2008年9月号まで連載されていた。
- タイトルページは大ゴマを含む4 - 5コマから成る導入で、大ゴマ内に「子連れ（改行）☆（改行）おおがみ」の形でタイトルが示される。同じ大ゴマ内に著者名も表記する。
- 劇中、コマの中心的存在以外のキャラクターは大まかに輪郭と目口だけという、かなり省略した姿に描かれる。これを作者は「かげ○○」（「かげだいこ」など）と称し、各キャラクター固有の特徴で最小限に描き分けている。

## あらすじ
東栄商事営業部に大神千夜が帰ってきた、しかも子連れで。ドジでそそっかしい千夜だが、亡き夫の遺した多くのプロジェクトを実行すべく、パワフルに奮闘する。一方、娘・だいこは周囲の大人を次々と魅了してメロメロにしてしまう。この物語は、そんな大神母子と営業部の面々の姿を明るく描く、奮戦記である。

## 登場人物
大神 千夜（おおがみ ちや）
東栄商事（とうえいしょうじ）営業部に所属する契約社員。元々は同社営業部所属のOLだったが、5年前、当時の課長であり同期であった一斗と結婚、寿退社した。その後、夫と死別、夫がやり残した仕事を果たすべく契約社員として再び同社営業部へと帰ってきた。美人でグラマーなので営業先でも話題になるほどだが、実はドジでおっちょこちょい。非常に怪力でだいこを抱っこしていないと力加減が出来ないため、あらゆる物を破壊することがある。一斗を時折思い出してはいるものの暗く沈むことは無く、いたって明るく振舞っている。とはいえ一斗への想いは今でも強く、社内に遺影のほか等身大パネルを持ち込んでいたり、一斗の写真をパソコンのスクリーンセーバーやプリントTシャツにまでしてしまうほどである。最近では営業成績もそこそこ上げ、他社において「子連れ大神」の評判を高めている。なお、「かげ」では湾曲した後ろ髪が特徴。はじめに告白され、少々迷いもあった様だが、夫の墓前にて彼との関係を前向きに検討していくと報告した。
大神 だいこ（おおがみ だいこ）
一斗と千夜の一人娘。おかっぱ頭の頭頂部の毛髪を髪飾りで房状に立てており、縁の小さな眼鏡をかけている。一目合うと魅了されてしまう“強力”な魅力の持ち主で、中村、部長、社長ら多くの社員・取引先社員を虜にしている。性格はいたって純粋な子どもで、母の手伝いをする一方で度々悪戯をしては千夜を困らせたりもする。ただ、その魅力ゆえにどんな悪戯でも許されてしまい、いつもなら部長の怒りを買うほどの千夜のドジも彼女が関わっている場合に限り「しょうがない」で済まされてしまう。
まだ言葉がうまく話せない。最初は千夜が出勤前に買い物をした際に買い物カートに乗せられており、遅刻しそうになって慌てた千夜がそのまま出勤してしまったため、会社まで連れて行かれた。第1話で中村を虜にし、第2話で部長を虜にした後、千夜が単独で営業に出ている間に社長室に紛れ込んで社長をも魅了してしまったため、子連れ出勤が正式に認められた。
第2話 - 第6話の間はもっぱら千夜に抱っこされていたが、第7話から再び買い物カートに乗ることとなり、現在にいたる。
東栄商事とイメージキャラ契約を結んでおり、千夜手作りのコスプレを披露することもしばしばで毎年正月の初出勤時は干支にちなんだコスプレをする。なお、「かげ」では頭頂部の髪の房と眼鏡が特徴。
大神 一斗（おおがみ いっと）
千夜の夫であり、だいこの父親。また、千夜・佐藤と同期かつ親友でもあり、東栄商事営業部前課長。物語開始以前に事故死している。瞳の見えない眼鏡と大きくしゃくれた下アゴが特徴。生前、表情はあまり豊かでなかったが熱血漢であり、興奮のあまり壁に穴を開けるなど、千夜に負けず怪力の持ち主だったらしい。また誰もが認めるキレ者であり、一方で古風な感性を持ち合わせていた。非常に優れたプロジェクトの企画書を遺していたが、一方でだいこを子役にする企画を立てているなど、親バカの面もあった。現在は故人であるため、遺影として佐藤の机上（以前は一斗の机だった）やカートの底面などから妻子を見守っているが、時折、だいこにだけ見える霊となって戻ってくる。千夜が部内でドジを踏んでいると、彼の遺影のスタンドがパタリと倒れ、ジト汗をかいている（佐藤によれば、眼を覆いたくなる意思表示らしい）。一斗の父母は現在も存命であり、父は田舎で野菜農家を、母（大神 万代（おおがみ まよ））はその手伝いの傍ら時折（伝説とも呼ばれる手腕を持つ）契約社員もこなしながら、東栄商事社長秘書が毎日更新するWebサイトの「だいこ日記」を楽しみにしている。
ネコ
第17話で高い樹木から降りられなくなったところを大神母子によって救出された白いオス仔ネコ。千夜からは「ホワイット」、だいこからは「シロ」と名づけられている。親ネコが事故死していたらしく、折りしもホワイトデーで社長からだいこへのプレゼントとして社章付きの首輪を送られ、めでたくオフィスペットとなった。以来、社内では大神母子と行動を共にし、母子が営業などの際は部長に預けられているらしい。
佐藤 一（さとう はじめ）
東栄商事営業部現課長。同期で親友でもあった前課長・大神一斗が死去した後、その後任となる。正社員時代の千夜とも同期で、現在も「一クン」と呼ばれている。変わり者揃いの営業部では常識的な方で、千夜や部長のボケに対するツッコミ的な役割を演じる。
実は千夜に気があるようで、彼女やだいこのちょっとした一言を勘違いしては一人で舞い上がることがよくある。しかしながら、千夜の一斗への想いをおもんばかり、いまだに気持ちをハッキリとは伝えていなかったが、ついに千夜に告白。一斗の墓前にて前向きな答えを貰っている（桜の計算だと千夜の性が佐藤に変わる可能性だけは非常に低いらしい）。
かなりのヘビースモーカーでいつもタバコを咥えているが、禁煙の社内で咥えているのは実は禁煙パイプ。なお、「かげ」ではタバコ（禁煙パイプ）が特徴。
同じ作者の漫画『ソーセージ☆ま〜ち』に登場する佐藤英範（さとう ひでのり）の兄。
大岡 越次（おおおか えつじ）
東栄商事営業部部長。初老の男性で、オールバックの髪の中央が三列の帯のように白髪になっている。当初は厳格な態度だったが第2話でだいこと眼を合わせてしまい、すっかりその虜にされてしまった。以来、だいこに対しては滅法甘い“親の上司バカ”（親バカの上司バージョン）となった。しかし一方では千夜の失態を厳しく叱り付ける一面もある。なお、「かげ」では口元の皺（しわ）が特徴。
中村 千里（なかむら せんり）
営業部のOL。千夜の現役時代から先輩だった年長者で、いわゆる“お局さま”。瞳の見えない大きめの眼鏡と、首の後ろでまとめた長く白っぽい髪が特徴。実は以前、大神一斗を慕っていたため、第1話では営業部に戻ってきた千夜に対して嫌味な態度を見せていたが、だいこの顔を見た拍子にその最初の虜になってしまった。以来、部長と共に“親の先輩バカ”（親バカの先輩バージョン）となる。
結婚願望は強いもののなかなか相手が見つからない模様。また、年齢不詳で10年以上も前から現在と変わらない姿で勤務していたことが確認されている上、一斗の母・万代の20代の頃まで知っており、営業部の面々からは、社長秘書と共に謎の多い人物として注目される。だいこが描いた彼女の絵画は、千夜や佐藤らが仰天するほど美人だった。なお、「かげ」では大きな眼鏡が特徴。
水戸 邦美（みと くにみ）
営業部のOL。千夜が寿退社した後に入社した比較的新しい社員。肩までの短い髪で、両側頭部の髪を髪飾りで房にしている。各号キャラ紹介などでは「営業部員としては最も日が浅いため、一番普通」とされており、佐藤同様に常識人的立場ではあるが、やや天然ボケ気味である。
実は、胸が薄いことを密かに気にしているらしい。将来、社長秘書になることを夢見ている。なお、「かげ」では頭の両側に垂らした髪の房（連載初期は千夜と見分けにくかったためか、現在ではハッキリと房として描かれている）が特徴。
遠山 桜（とうやま さくら）
東栄商事社長秘書。美人で、長い縦ロールの髪型と、左目の下のホクロが特徴。だいこからは「ひそたん」と呼ばれている。
“鋼の社長秘書”の異名を持ち、神出鬼没に現れては社長の用事を済ませて帰っていく。彼女はズームアップされたシーンでは美人として緻密に描かれるが、多くのコマでは顔にやや半開きの（眠そうな）眼だけが描かれ、アップ時とそれ以外のギャップが最も著しい。感情をあまり表に出さず常にほぼ無表情であるが、だいこと二人きりの時には様々な表情を見せるらしい。また、春先はひどい花粉症に悩まされるが、他の人物の前では決して表情を崩さない。実は、心霊などが苦手で、案外ゲラ（笑い上戸）。
東栄商事がスポンサーとなっている幼児教育番組『ママとまなぼう ペン・ギン・サン』における経費軽減を目的として、着ぐるみデザイナー兼声優業務をもこなすなど、信じがたい活躍ぶりを見せ、そのため営業部員からは人造人間説、ロボット説、身体が何体もある説など奇妙な噂が囁かれている。
2008年7月号で遠山桜が本名となった（名付け親は大神一斗）。なお、「かげ」では半開きの眼と左目のホクロが特徴とされる。
『ママとまなぼう ペン・ギン・サン』
東栄商事が単独スポンサーとなっている、朝の幼児教育番組。コウテイペンギンのペンちゃん、イワトビペンギンのギンくんをメインキャラクターとし、昆虫の生態など学習要素もある。だいこが出演したことがあり、同じ回では怪力を見込まれた千夜がギンくんのスーツアクターを務めた。この番組のスーツデザインやギンくんの声などを秘書が担当していることが判明している。

東栄商事社長
千夜たちが勤務する営業部のある東栄商事の現社長。秘書同様、名前が無い（名前が無いことがネタになる場合がある）が、第27話にて「徳川」という姓のみ判明している。非常に寛大な社長で、千夜の子連れ出勤ばかりか、オフィスペットも許可した。第2話で社長室にだいこが迷い込んで以来、彼女の虜となり、秘書に命じて密かに営業部に隠しカメラや隠しマイクを忍ばせているらしく、社長室からだいこの様子を見守っている。なかなか表に登場する機会に恵まれず、現在に至るまで（読者はおろか）社員ですら顔を知っている者はほとんど居ない。だいこが社長室に遊びに来ることは大いに歓迎しており、ネコ好きでもあるがネコアレルギーのため、シロ（ホワイット）は社長室へ遊びに行くことはできない。何かにつけて社章付きの衣類などをだいこにプレゼントしたり、着ぐるみを着てだいこのところへ遊びに行ったりする。
一度も顔が出ていないが最終話であるエピソード57で判明する。
大岡 ちえ（おおおか ちえ）
大岡営業部部長の娘で、社の受付嬢を務める新人社員。第19話で、本来2人居るはずの受付で先輩社員が病欠して困っているところをだいこに手伝ってもらい、大神母子と知り合う。
口元が三ツ口（いわゆるネコ口）に描かれることが多く、語尾が「ですぅ」「だからぁ」「でしょぉ」など、やや舌っ足らずに話す癖がある模様。部署が異なるのでレギュラーキャラクターではないが、時折登場している。
丹下 さんご（※姓の正確な読みは不明）
東栄商事総務部所属の新人事務OL。第6話にて新卒研修生として初登場。その後、第17話や第18話にも無名の女子社員として登場していたが、第25話にてちえや秘書と共に「ミスコン」にエントリーする女子社員として名前が紹介された。以降、第26話、第34話、第36話などに登場。基本的に1カットでの登場が多いキャラクターだが頻繁に登場しており、第34話以降はしばしばちえと共に登場する。
徳川 太子（とくがわ たいこ）
社長の孫娘で、故人。1988年に死去しているが、何故か翌1989年9月9日付の写真が遺されていた。だいこにそっくりな娘で、社長がだいこに優しいのはそのためではないか、と佐藤は語っている。
第11話では、だいこのフリをして（幽霊となって）社長のもとへ遊びに来ていたらしい。

## 登場人物（ゲストキャラクター）
単なるゲスト以外にも、作者がゲストやカメオ出演で登場させた、自分の他の作品のキャラクターなどの登場人物。
徳川 健（とくがわ けん）
27話に登場。社長の息子で、東栄商事USA支社長。太子、園子の父。千里と何やら因縁がある模様。
仕事で15年ぶりに来た本社の様子に、日本はこうなったのかと誤解していた。
他のキャラクター同様、だいこの魅力に虜にされ、アメリカに連れ帰ろうとまでした。
徳川 園子（とくがわ そのこ）
社長の孫娘で、太子の妹（健の次女）。本社次期社長として期待されている。
同じ作者の漫画『隠密☆少女』では主人公の同級生で委員長として登場する。
奥鳥羽 和十（おくとば かずと）
たまたまひとりで箱の中にいただいこを捨て子と勘違いし、保護しかけた取引先の社員。
同じ作者の漫画『ソーセージ☆ま〜ち』の登場人物。
羽川 英樹（はがわ ひでき）
お茶だしに出た千夜のサービスを受けたが、それでヤケドする羽目になった。
『ソーセージ☆ま〜ち』のサブキャラクター。
リンダ
27話に登場した、USA支社長の健の秘書。東栄商事本社の様子を見て、日本の科学力と文化を大きく誤解する。
本作では「リンダ」という名前は出ないが、「まんがライフ」（竹書房）2002年7月号掲載の読み切り作品『バイリン☆だ〜りん』のヒロイン。
鬼塚（おにづか）
「まんがタウン」移籍後最初のエピソードとなる第35話より登場した、千夜の取引先担当社員。身長190cmのガッチリした体格の男性で、体力にも自信があるらしい。
先輩社員から担当引継ぎを受けた折にはまだ日の浅い社員だったらしく、千夜に対し頑なに懐疑的な態度を取っていたが、彼女と取引を通じて関わる間に人間が丸くなった様で営業成績も伸ばしている。
後に第37話などにも登場している。
第2話の平八郎（通称・「鬼平はん課長」）とは別人。
平八郎（へいはちろう）
第2話に登場した取引先の課長で、通り名は「鬼の平八郎」、「鬼平はん課長」。
強面で知られた人物だったが、東栄商事の社員同様あっさりだいこの魅力に魅せられて契約した。

## 書誌情報
- まんがタウンオリジナル 2003年12月号 - 2006年9月号（休刊により連載終了）
- まんがタウン 2006年10月号 - 2008年9月号
  - 単行本

双葉社「アクション・コミックス」として刊行されている。
  1. （2005年9月28日発売、2005年10月28日第一刷発行）ISBN 4-575-93966-8
  2. （2007年3月12日発売、2007年4月12日第一刷発行）ISBN 978-4-575-94077-0
  3. （2008年11月12日発売、2008年12月12日第一刷発行）ISBN 978-4-575-94196-8